# Virus dell'encefalite di Saint Louis
Il virus dell'encefalite di Saint Luis (Saint Louis encephalitis virus, SLEV)  è un arbovirus appartenente alla famiglia Flaviviridae e al genere Flavivirus.
Mostra una somiglianza con altri 9 virus geneticamente e antigenicamente correlati; tutti flavivirus questi che appartengono al numeroso gruppo dei virus dell'encefalite giapponese (JEV).
Il virus è trasmesso dal moscerino Mansonia pseudotitillans e dalle zanzare del genere Culex, sono serbatoi naturali gli uccelli. il virus provoca nell'uomo una grave forma di encefalite. Si trova in tutti gli Stati Uniti, in Canada e Messico. Fu isolato per la prima volta nelle vicinanze della città di San Luis nel 1933 in occasione di una epidemia di encefalite.